# Infiniti QX70
La Infiniti QX70 (fino al 2013 chiamata Infiniti FX) è un SUV fabbricato dalla casa automobilistica giapponese Infiniti a partire dal 2003 al 2019.

## Prima generazione (2003-2008)
La Infiniti QX70 ha sostituito il QX4 come SUV di medie dimensioni di Infiniti, anche se l'QX4 era di dimensioni maggiori.

## Seconda generazione (Dal 2009 al 2019)
La nuova versione è stata ufficialmente presentata al Salone di Ginevra il 4 marzo 2008. Le vendite sono cominciate a giugno 2008. Gli interni sono stati completamente ridisegnati, portando il livello di lusso pari allo standard degli altri modelli della casa. I motori a benzina sono il 3.7 V6 da 320 CV e il 5.0 V8 da 390 cavalli; mentre a gasolio è presente un V6 turbodiesel common-rail da 238 CV.